# Name Your Poison
Name Your Poison è il primo EP dei Little Caesar, uscito nel 1989 per l'etichetta discografica Metal Blade Records.

## Tracce[1]
1. Name Your Poison
2. Tastes Good To Me
3. God's Creation
4. Tears Don't Lie

## Formazione[2]
- Ron Young - voce
- Louren Molinare - chitarra, cori
- Apache - chitarra, cori
- Fidel Paniagua - basso, cori
- Tom Morris - batteria